# Livequake
Livequake è il primo album dal vivo registrato dalla gruppo musicale italiano Eldritch nella primavera del 2008, si divide in 3 CD che ripercorrono tutta la storia della band. Nel secondo CD, che rivisita i primi dischi della band, gli Eldritch si sono avvalsi della collaborazione di Oleg Smirnoff come ospite alle tastiere.

## Tracce
CD1 - Blackened Alive
1. In The House - In A Heartbeat (Intro)
2. Why
3. The Deep Sleep
4. Save Me
5. The Blackened Day
6. The World Apart
7. Reverse
8. Standing Still
9. Bless Me Now
10. The Child That Never Smiles
11. More Than Marylin
12. This Evrelasting Mind Disease
13. Silent Flame
14. Toil Of Mine

CD2 - Incurably Live
1. Fall From Grace (Intro)
2. No Direction Home
3. Heretic Beholder
4. Scar
5. Bleed Mask Bleed
6. From Dusk Till Dawn
7. Nebula Surface
8. Ghoulish Gift
9. Lord Of An Empty Place
10. Incurably iII

DVD (Limited Edition)
Livequake Concert (complete CD1 + CD 2)
EXTRAS
1. Live in Chicago 2006 (Documentary)
2. Interview with Adriano Dal Canto
3. Interviwe With The Band At Terence's House
4. Videoclip: Lonesome Existence
5. Videoclip: Save Me
6. Videoclip: The Blackened Day

## Formazione
- Terence Holler – voce
- Eugene Simone – chitarra
- Rob "PEK" Proietti – chitarra
- John Crystal – basso
- Raffahell Dridge – batteria